# ランベス・ノース駅
ランベス・ノース駅（ランベス・ノースえき、英語: Lambeth North station）は、イギリスの首都ロンドンにある地下鉄駅。テムズ川南岸の、ウェストミンスターブリッジ通りとベイリス通りの交差点に位置する。ベーカールー線のウォータールー駅と終点エレファント&キャッスル駅の間の駅で、ロンドンの交通網を同心円状に区分けしているトラベルゾーンでは、ゾーン1。帝国戦争博物館の最寄り駅でもある。
駅のプラットホームは地下21mほどの地点にあり、南（エレファント&キャッスル駅方面）行きと北（パディントン駅、ピカデリー・サーカス駅方面）行きで別々のトンネルにホームが設置されている。駅には2つのエレベーターと螺旋階段があり、地上と地下のホームをつないでいる。
バス路線では12番、53番、59番、148番、159番、453番と夜間バスN109番がこの駅を通る。

## 歴史
ランベス・ノース駅はレスリー・グリーンによってデザインされ、ベイカー・ストリート&ウォータールー鉄道の駅として1906年3月10日に開業した。開業当初はケニントン・ロード駅という名称で、同年8月5日にエレファント&キャッスル駅が開業するまで南側の終着駅であった。駅名は1906年7月にウェストミンスター・ブリッジ・ロード駅と改称され、1917年4月に現在のランベス・ノース駅にさらに改称された。
1941年1月16日午前3時56分、ドイツ軍によるロンドン空襲で投下された爆弾が近隣のホステルを直撃し、その衝撃でランベス・ノース駅もプラットホームの南側に大きな被害を受けた。これにより空爆を逃れるために駅に避難していた人々のうち28人が負傷し、うち1人が15日後に病院で死亡した。これによりランベス・ノース駅は営業不可能に陥ったが、26mにわたりホームの再建を行い95日後に営業を再開した。
1996年11月から1997年7月までは、ベーカールー線のピカデリー・サーカス駅より南側の地下鉄トンネル補強工事の影響で営業を停止していた。

## 隣の駅
ロンドン交通局
ロンドン地下鉄
■ベーカールー線
ウォータールー駅 - ランベス・ノース駅 - エレファント&キャッスル駅（終点）

## ギャラリー

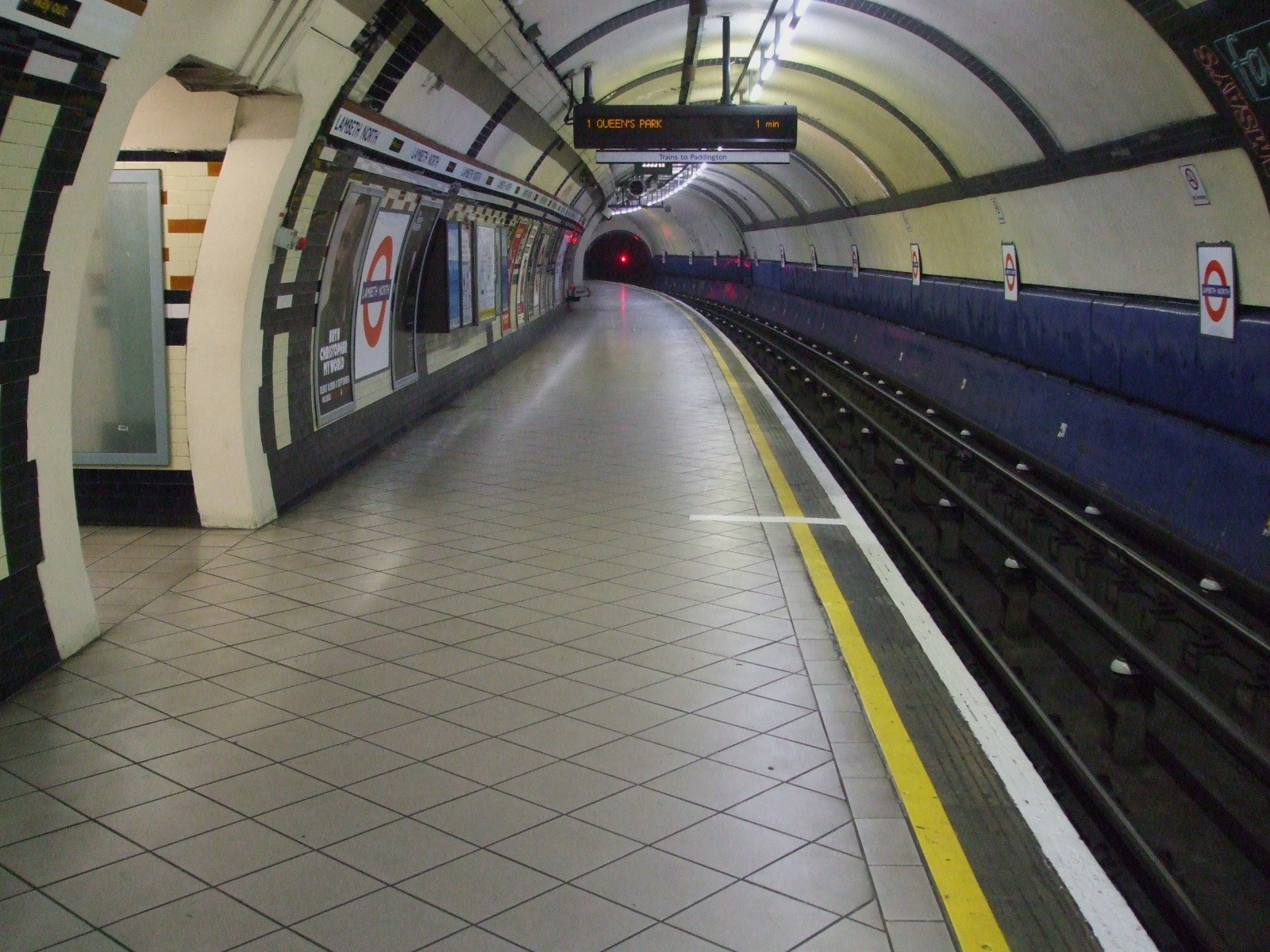
南方面側からみた、北方面行きホーム
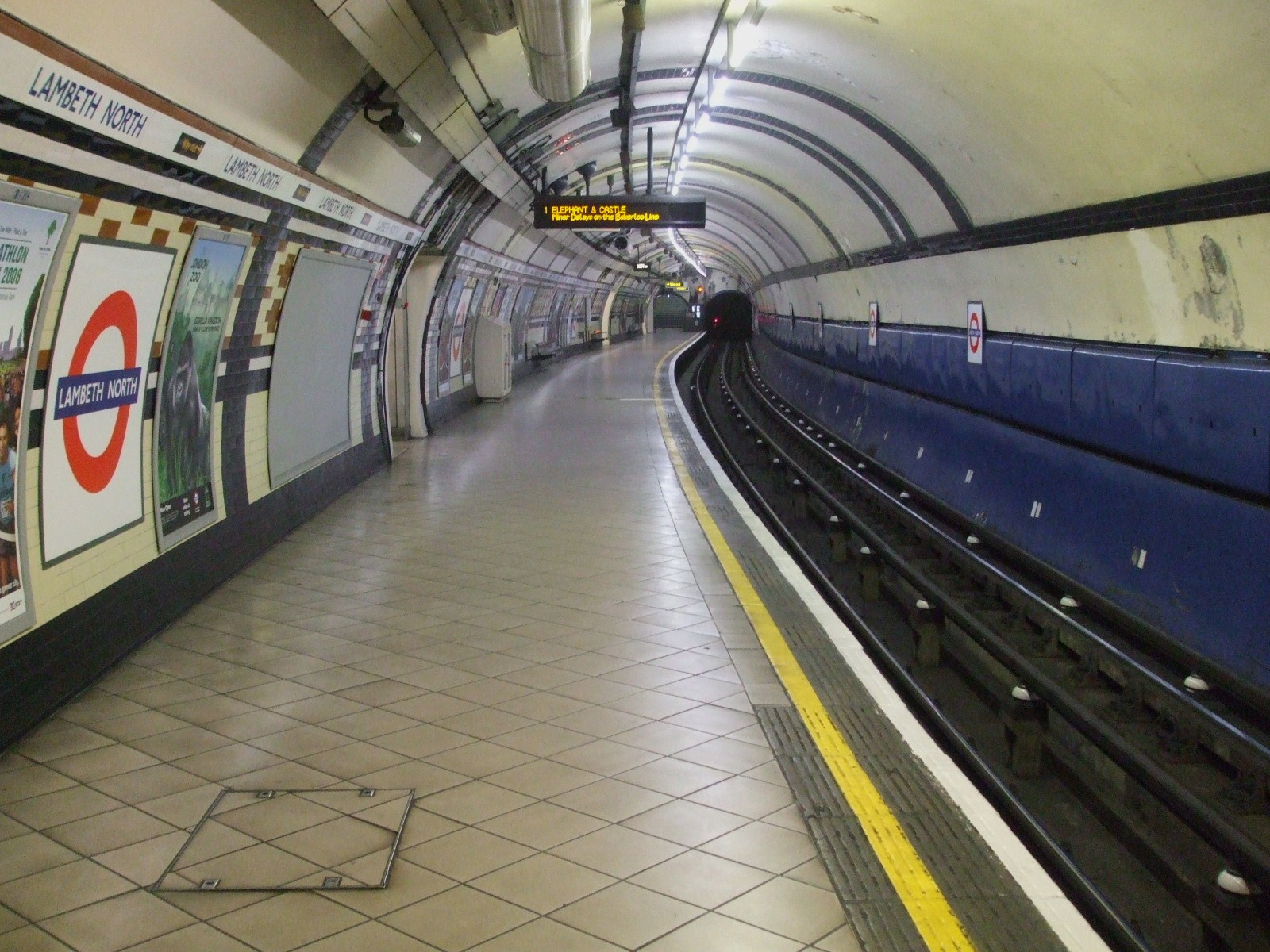
北方面側からみた、南方面行きホーム
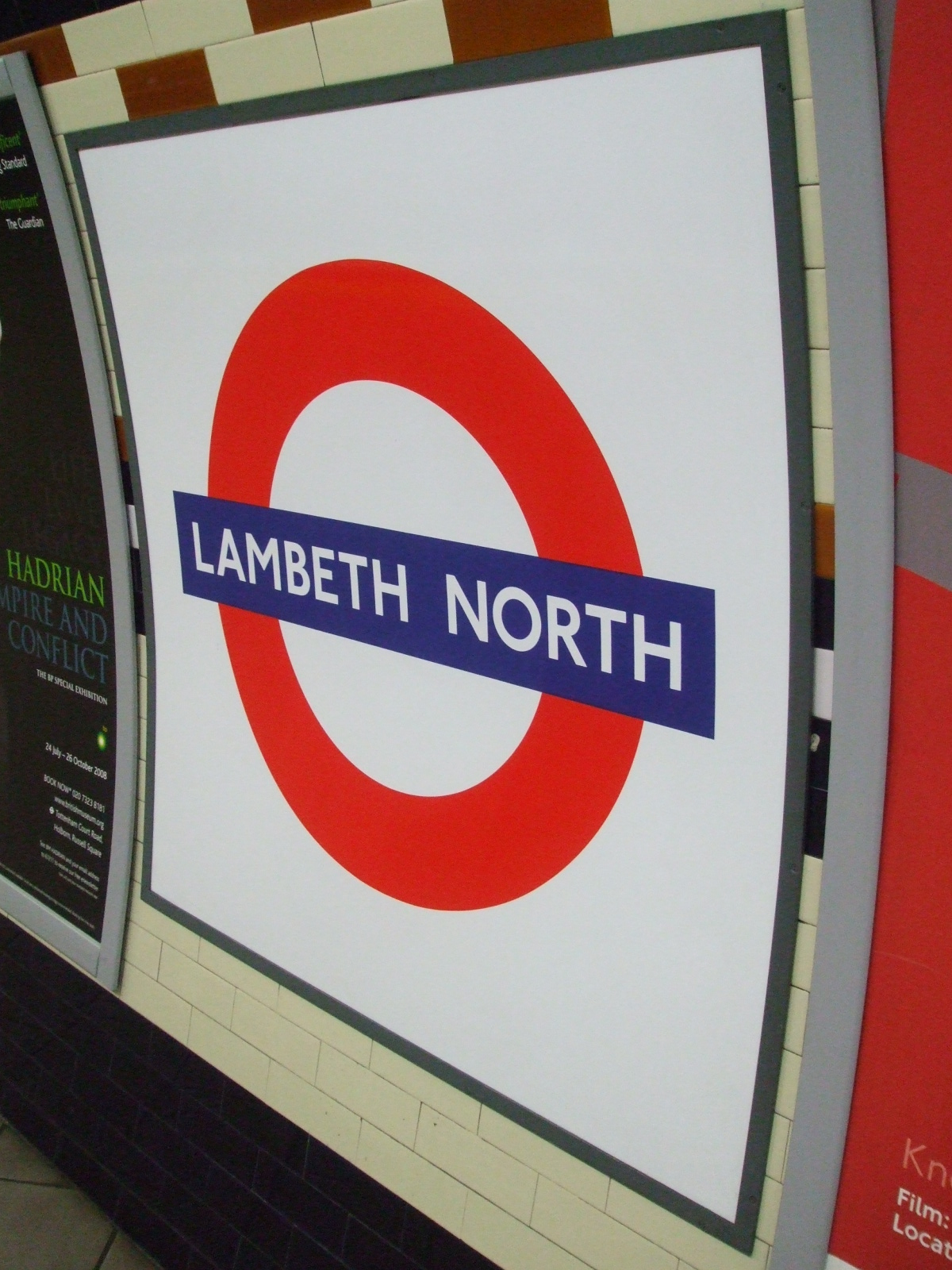
プラットホームにある地下鉄のロゴマーク
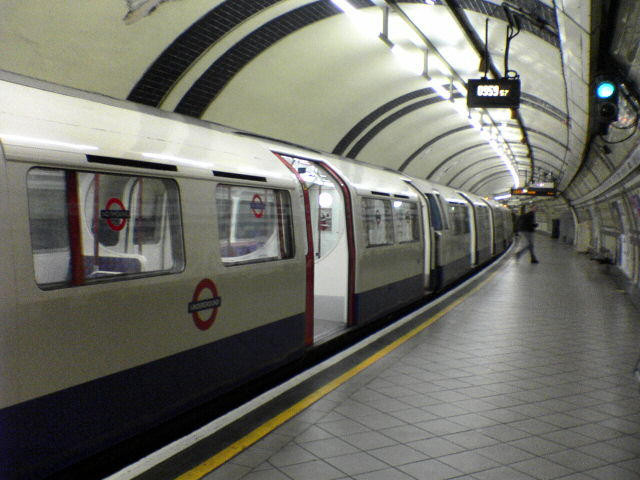
駅に停車する南方面行き電車